# Моноидальная категория
Моноидальная категория (или тензорная категория) — категория C, снабженная бифунктором
⊗ : C × C → C,
который ассоциативен с точностью до естественного изоморфизма, а также объектом I, который является единицей для ⊗ также с точностью до естественного изоморфизма. Также на естественные изоморфизмы накладываются некоторые дополнительные условия. В моноидальной категории можно дать определение моноида, обобщающее свойства моноида из общей алгебры. На самом деле, обычные моноиды — это моноиды в категории множеств с прямым произведением в качестве моноидального произведения.
Обычное тензорное произведение делает векторные пространства, абелевы группы и модули моноидальными категориями, произвольные моноидальные категории можно рассматривать как обобщение этих примеров.

## Определение
Формально, моноидальная категория — это категория {\displaystyle \mathbf {C} }, снабжённая:
- бифунктором {\displaystyle \otimes \colon \mathbf {C} \times \mathbf {C} \to \mathbf {C} }, называемым как тензорное произведение или моноидальное произведение,
- объектом {\displaystyle I}, называемым единицей или тождественным объектом,
- тремя естественными изоморфизмами, выражающими тот факт, что операция тензорного произведения
  - ассоциативна: существует естественный изоморфизм (так называемый ассоциатор) {\displaystyle \alpha }, {\displaystyle \alpha _{A,B,C}\colon (A\otimes B)\otimes C\to A\otimes (B\otimes C)},
  - {\displaystyle I} является единицей: существуют два естественных изоморфизма {\displaystyle \lambda } и {\displaystyle \rho }, {\displaystyle \lambda _{A}\colon I\otimes A\to A} и {\displaystyle \rho _{A}\colon A\otimes I\to A}.

На эти естественные изоморфизмы наложены дополнительные условия:
- для всех {\displaystyle A}, {\displaystyle B}, {\displaystyle C}, {\displaystyle D} в {\displaystyle \mathbf {C} } следующая пятиугольная диаграмма коммутативна:

- для всех {\displaystyle A} и {\displaystyle B}  треугольная диаграмма коммутативна:

Из этих условий следует, что любая диаграмма этого типа (то есть диаграмма, стрелки которой составлены из {\displaystyle \alpha }, {\displaystyle \lambda }, {\displaystyle \rho }, единицы и тензорного произведения) коммутативна: это составляет предмет теоремы о когерентности Маклейна. Например, несколькими применениями ассоциатора легко показать, что {\displaystyle (A_{N}\otimes A_{N-1})\otimes \cdots )\otimes A_{2})\otimes A_{1})} и {\displaystyle (A_{N}\otimes (A_{N-1}\otimes \cdots \otimes (A_{2}\otimes A_{1})} изоморфны. Ассоциаторы можно применять в разном порядке (например, на диаграмме приведено два способа для N=4), но из теоремы о когерентности следует, что разные последовательности применений задают одно и то же отображение.
Строго моноидальная категория — это категория, для которой естественные изоморфизмы α, λ, ρ — тождественные.

## Примеры
- Любая категория с конечными произведениями моноидальна, с категорным произведением в качестве моноидального произведения и терминальным объектом в качестве единицы. Такую категорию иногда называют декартово моноидальной категорией. Например:
  - {\displaystyle \mathbf {Set} } — категория множеств с декартовым произведением и одноэлементным множеством в качестве единицы.
- Любая категория с конечными копроизведениями также является моноидальной с копроизведением и начальным объектом в качестве единицы.
- R-Mod, категория модулей над коммутативным кольцом R — моноидальна с тензорным произведением ⊗R и кольцом R (понимаемым как модуль над самим собой) в качестве единицы.
- Категория эндофункторов (функторов в себя) в категории C — строгая моноидальная категория с композицией функторов в качестве операции произведения.